# Upa
Upa (Duits: Uppel) is een plaats in de Estlandse gemeente Saaremaa, provincie Saaremaa. De plaats heeft de status van dorp (Estisch: küla) en telt 152 inwoners (2021).
Tot in december 2014 behoorde Upa tot de gemeente Kaarma, tot in oktober 2017 tot de gemeente Lääne-Saare en sindsdien tot de fusiegemeente Saaremaa.
De Põhimaantee 10 loopt langs Upa en de Tugimaantee 79 begint in Upa.
Upa werd voor het eerst genoemd in 1453 onder zijn Duitse naam Uppel. De plaats lag op het landgoed van Kaarma-Suuremõisa (Duits: Karmel-Großenhof). In het midden van de 18e eeuw was Upa een centrum van de Evangelische Broedergemeente.